# Yunus Akgün
Yunus Akgün (Küçükçekmece, 7 luglio 2000) è un calciatore turco, attaccante del Galatasaray e della nazionale turca.

## Carriera

### Club
Cresciuto nel settore giovanile del Galatasaray, debutta in prima squadra il 5 agosto 2018 in occasione della Türkiye Süper Kupası perso ai rigori contro l'Akhisar Belediyespor. Il 27 agosto debutta anche in Süper Lig contro l'Alanyaspor ed il 3 ottobre in Champions League nel match della fase a gironi perso 1-0 contro il Porto.
Il 25 settembre 2020 viene prestato all'Adana Demirspor; autore di 5 reti in 28 presenze, al termine della stagione centra la promozione in Süper Lig. Dopo un breve rientro al Galatasaray in cui gioca un incontro di qualificazione per la Champions League, il 6 settembre viene nuovamente prestato all'Adana per tutto il resto della stagione.

### Nazionale
Ha giocato nelle nazionali giovanili turche Under-16, Under-17, Under-19, Under-20 ed Under-21.
Nel 2022 ha esordito nella nazionale maggiore turca.

## Statistiche

### Presenze e reti nei club
Statistiche aggiornate al 23 maggio 2024.
| Stagione               | Squadra                | Campionato             | Campionato | Campionato | Coppe nazionali | Coppe nazionali | Coppe nazionali | Coppe continentali | Coppe continentali | Coppe continentali | Altre coppe | Altre coppe | Altre coppe | Totale | Totale |
| Stagione               | Squadra                | Comp                   | Pres       | Reti       | Comp            | Pres            | Reti            | Comp               | Pres               | Reti               | Comp        | Pres        | Reti        | Pres   | Reti   |
| ---------------------- | ---------------------- | ---------------------- | ---------- | ---------- | --------------- | --------------- | --------------- | ------------------ | ------------------ | ------------------ | ----------- | ----------- | ----------- | ------ | ------ |
| 2018-2019              | Galatasaray            | SL                     | 11         | 0          | CT              | 6               | 4               | UCL+UEL            | 1+1                | 0                  | ST          | 1           | 0           | 20     | 4      |
| 2019-2020              | Galatasaray            | SL                     | 5          | 1          | CT              | 2               | 0               | UCL                | 0                  | 0                  | ST          | 0           | 0           | 7      | 1      |
| 2020-2021              | Adana Demirspor        | 1L                     | 28         | 5          | CT              | 4               | 2               | -                  | -                  | -                  | -           | -           | -           | 32     | 7      |
| lug. 2021              | Galatasaray            | SL                     | 0          | 0          | CT              | 0               | 0               | UCL+UEL            | 1+0                | 0                  | -           | -           | -           | 1      | 0      |
| ago.2021-2022          | Adana Demirspor        | SL                     | 34         | 8          | CT              | 4               | 1               | -                  | -                  | -                  | -           | -           | -           | 38     | 9      |
| Totale Adana Demirspor | Totale Adana Demirspor | Totale Adana Demirspor | 62         | 13         |                 | 8               | 3               |                    | -                  | -                  |             | -           | -           | 70     | 16     |
| 2022-2023              | Galatasaray            | SL                     | 25         | 1          | CT              | 3               | 0               | -                  | -                  | -                  | -           | -           | -           | 28     | 1      |
| lug.-ago.2023          | Galatasaray            | SL                     | 1          | 0          | CT              | 0               | 0               | UCL                | 4                  | 0                  | ST          | -           | -           | 5      | 0      |
| ago.2023-2024          | Leicester City         | FLC                    | 23         | 1          | FACup+CdL       | 4+2             | 1+0             | -                  | -                  | -                  | -           | -           | -           | 29     | 2      |
| 2024-2025              | Galatasaray            | SL                     | 30         | 7          | CT              | 5               | 0               | UCL+UEL            | 0+8                | 0+5                | ST          | 1           | 0           | 44     | 12     |
| Totale Galatasaray     | Totale Galatasaray     | Totale Galatasaray     | 72         | 9          |                 | 16              | 4               |                    | 15                 | 5                  |             | 2           | 0           | 105    | 18     |
| Totale carriera        | Totale carriera        | Totale carriera        | 157        | 23         |                 | 30              | 8               |                    | 15                 | 5                  |             | 2           | 0           | 204    | 36     |

## Palmarès

### Club

#### Competizioni nazionali
- Campionato turco: 4

Galatasaray: 2017-2018, 2018-2019, 2022-2023, 2024-2025
- Coppa di Turchia: 1

Galatasaray: 2018-2019
- Supercoppa turca: 2

Galatasaray: 2019, 2024-2025
- Campionato turco di seconda divisione: 1

Adana Demirspor: 2020-2021
- Campionato inglese di seconda divisione: 1

Leicester City: 2023-2024